# Conservatoire à rayonnement régional de Versailles
 (août 2025).
Le Conservatoire de Versailles Grand Parc est un établissement d'enseignement artistique classé "à rayonnement régional" par décret ministériel no 2006-1248 du 12 octobre 2006. En référence à la Charte des enseignements artistiques publiés par le Ministère de la culture et de la communication en janvier 2001 et comme précisé dans son Projet d'Établissement de 2007 complété par celui adopté par le Conseil communautaire de Versailles Grand Parc le 13 avril 2012, le Conservatoire répond aux missions générales de sensibilisation et de formation artistique des publics. Il propose une formation à la pratique de la musique, de la danse et de l'art dramatique dans le cadre de parcours structurés (cursus) ou de pratiques artistiques hors cursus.
Il est situé sur le territoire de Versailles Grand Parc (Yvelines) implanté sur 9 sites d’enseignement sur les villes de Versailles (Yvelines, France), Viroflay, Buc, Jouy-en-Josas.

## Histoire
« La Société philharmonique » est créée en décembre 1875, au conservatoire à rayonnement régional de Versailles, ce sera le début de l'histoire de 135 années d’enseignement musical à Versailles.
En décembre 1875, le violoniste soliste et compositeur Émile Cousin, récemment arrivé à Versailles, crée, avec le concours d’environ 25 amateurs et artistes, une société de quatuors et de musique de chambre privée, cette société ayant rapidement besoin d’éléments nouveaux, il entreprend de fonder une École municipale de musique.
Sa création est décidée en février 1878 par le Conseil municipal de la Ville de Versailles. L’ouverture de l’établissement a lieu en novembre de cette même année. Elle comprend quatre classes : « solfège et harmonie », « violon et alto », « violoncelle et contrebasse », « instruments à vent ». Environ 100 élèves suivent ces différents cours.
Les inscriptions de l’année scolaire 1882-1883 connaissent un succès formidable. Le local devenant trop étroit, le nombre de professeurs trop restreint, les classes se scindent. 70 violonistes sont admis en 1882 contre 35 en 1878. Nous comptions alors 12 professeurs dans cet établissement.
Face à cet essor et sur demande du directeur Émile Cousin, l’école adopte le titre de « Conservatoire de musique de Versailles » par délibération du Maire en date du 14 octobre 1883.
L’établissement ouvre alors ses inscriptions aux « Dames et jeunes filles » admises dans des classes séparées et distinctes. Les concours de fin d’année deviennent publics et le jury se compose d’artistes de Paris entourés par les professeurs de Versailles.
Le conservatoire de Musique connaît plusieurs installations successives dont il n’est pas aisé de retrouver l’ensemble des adresses. Il est certain qu’elle fut abritée au XIXe siècle en partie basse d’un gymnase municipal avenue de Paris, rue Jouvenel puis rue Sainte-Adélaïde.
Ce n’est qu’à partir du milieu du XXe siècle qu’il s’établit dans sa demeure actuelle, l’Hôtel de la Chancellerie.
En 1956, sous le mandat du Maire André Mignot, le conservatoire devient « École Nationale de Musique et d’Art Dramatique » puis en 1971, il est classé par l’État « Conservatoire National de Région ».

### L'hôtel de la chancellerie, une demeure royale pour le conservatoire
À l’origine, cet hôtel construit en 1670 et situé en face du château de Versailles, porte le nom de la famille de Guise qui l’occupe lors du rachat par le Roi en 1672. Il y loge le Grand Chancelier de France. Le bâtiment prend alors sa dénomination actuelle « Hôtel de la Chancellerie ». Madame la Chancelière réunit les plus grands personnages de la Cour lors de fêtes et bals.
En 1792, le bâtiment devient un bien national et abrite une sellerie.
À partir de 1830, la propriété entre dans le domaine privé et connaît plusieurs propriétaires successifs. Les transformations les plus notables sont effectuées par un marchand de vin et spéculateur, Paul Honoré Herault.
Le bâtiment est inscrit au titre des monuments historiques par arrêté du 26 juillet 1930 et est racheté par la ville de Versailles en 1951 au Comte de Pange pour y installer l’École des Beaux-Arts (qui n’y restera que quelque temps) et le conservatoire de musique.
Une extension est entreprise dans les années 1960. Elle prévoit la construction d’une nouvelle aile abritant l’actuel auditorium « Claude Delvincourt ».
L’Hôtel de la Chancellerie est l’un des plus anciens de Versailles, son escalier est attribué à Gabriel et le jardin à Le Nôtre.

### Maison du Pont de Pierre de Jouy-en-Josas
Mentionnée en 1745, mais certainement plus ancienne. En 1760, elle appartient à Jean Pigné, maçon, et à son épouse Catherine Duru. Le 31 janvier 1760, Jean Pigné loue cette maison à bail au profit du Sieur Abraham Guerne de Tavannes et consorts. Tavannes étant le premier associé de Christophe-Philippe Oberkampf. La maison comprenait à l’origine trois salles basses, une chambre haute, trois étables à vache et une cour. Ce premier atelier est une installation de fortune : Oberkampf est obligé de placer sa chaudière à l’extérieur de la maison et son jeune frère Frédéric, qui travaille avec lui, doit loger à Versailles.
Le 1er mai 1760, Oberkampf imprime sa première toile de Jouy, dans la maison du Pont de pierre. L’année suivante, il fabrique 3500 pièces. Il fallut alors louer une deuxième maison, ainsi qu’un terrain. Ces annexes formaient avec la maison du Pont de pierre, l’Établissement provisoire.
En 1813, cette maison appartenait à Feugères, le maçon d’Oberkampf.
En 1835, elle est achetée par Madame Jules Mallet pour y fonder une salle d’asile, ancêtre de nos écoles maternelles, destinée aux enfants des mères laborieuses sur le modèle de celle qu’elle avait conçue à Paris. La salle d’asile est mixte et accueille les enfants de 3 à 6 ans.
De 1895 à 1903, la maison appartient à la famille Mallet et en 1903 est cédée à la commune.
Le conservatoire de musique y est installé depuis une dizaine d’années. La guérite aux épingles qui se trouve dans la cour était destinée à abriter les gardes de nuit et contenait les boîtes à épingles drapières qui servaient à réunir par les lisières les pièces groupées par trois afin de les tendre sur le gazon. Elle provient du Montcel et a été très restaurée par Émilie Oberkampf, épouse de Jules Mallet.

### Château du Haut-Buc
Château construit pendant la période 1864-1866 pour Léon Thomas, riche bourgeois parisien. Il est ensuite acheté en 1893 par Noël Bardac. En 1918, Gentilli di Giuseppe, passionné d’astronomie l’achète et installe dans le jardin en 1922 un télescope géant de 60 cm d’ouverture. Il quitte Buc en 1929, le télescope étant réinstallé en 1951 à l’Observatoire du Pic du Midi.
Le domaine est acheté par un couple d’Américains, les Mac Cune, qui aménage le jardin.
L’État achète la propriété en 1954 et y installe des bâtiments scolaires.
La commune l’a acheté en 1988 et le château a été rénové en 2000 pour abriter l’école de musique de Buc.

### Hôtel Aymery de Viroflay
Le conservatoire à Viroflay est installé dans l’ancien hôtel seigneurial du XVIIe siècle de la famille Aymery, propriétaire du territoire jusqu’à la Révolution.

### Directeurs successifs de Versailles
- Émile Cousin (1878-1906)
- Albert Lebossé (1906-1927)
- César Géloso (1927-1931)
- Claude Delvincourt (1931-1941)
- Jean Hubeau (1942-1957)
- Raymond Gallois-Montbrun (1957-1962)
- Jean Aubain (1963-1996)
- Paul Méfano (1996-2005)
- Bernard Soulès (2005-2020)
- Xavier-Romaric Saumon (2021-)

### Directeurs successifs de Versailles Grand Parc
- Bernard Soulès (2005-2020)
- Xavier-Romaric Saumon (2021-)

## Le CRR aujourd’hui
Le conservatoire, et ses 150 professeurs, accueillent chaque année environ 2 500 élèves.
L'établissement est actuellement dirigé par Xavier-Romaric Saumon.
Outre les enseignements dispensés, chaque année, le Conservatoire donne vie à une importante saison artistique intercommunale. Elle compte près de 300 concerts, spectacles, master-classes et auditions proposés par les élèves, les professeurs et des artistes invités, à l’intention d’un large public, dans de nombreux lieux de diffusion de l’intercommunalité ou d’Ile de France.

### Diplômes délivrés
Le conservatoire décerne,
En musique:
- Le Brevet d'Études Musicales sanctionnant la fin d'un cursus de 2e cycle
- Le Certificat d'Études Musicales sanctionnant la fin d'un cursus de 3e cycle
- Le Diplôme d'Études Musicales sanctionnant la fin du cursus de Cycle d'Orientation Professionnelle
- Le Prix de Perfectionnement sanctionnant la fin du cursus de perfectionnement

L’établissement en relation avec l’université de Versailles-Saint-Quentin-en-Yvelines, propose une licence Musique Interprétation et Patrimoine accessible aux musiciens titulaire d'un DEM, et un master Musique Interprétation et Patrimoine, accessible aux musiciens titulaires d'un bachelor, d'une licence d'interprète ou d'un DNSPM.
En danse:
- Le Certificat d'Études Chorégraphiques sanctionnant la fin d'un cursus de 3e cycle
- Le Diplôme d'Études Chorégraphiques sanctionnant la fin du cursus de Cycle d'Orientation Professionnelle

En art dramatique:
- Le Certificat d'Études Théâtrales sanctionnant la fin d'un cursus de 3e cycle
- Le Diplôme d'Études Théâtrales sanctionnant la fin du cursus de Cycle d'Orientation Professionnelle

Le CRR est également agréé par arrêté ministériel du 2 septembre 2019 pour la préparation à l’entrée dans les établissements supérieurs de la création artistique dans les spécialités instruments anciens (en partenariat avec le Centre de musique baroque de Versailles), instruments polyphoniques et instruments de l’orchestre.

### Enseignement
L'organisation des enseignements au Conservatoire de Versailles Grand Parc fait référence aux textes ministériels relatifs aux enseignements artistiques, applicables aux établissements territoriaux d'enseignement classés par l'État.
Le conservatoire de Versailles Grand Parc dispense un enseignement dans trois grandes spécialités: musique, danse, art dramatique.
Ces spécialités se divisent au sein des départements de formation musicale et culture, instruments et chant (bois, cuivres, cordes, instruments polyphonique, chant lyrique), pratiques musicales collectives (regroupant les chœurs, ensembles et orchestres), la musique ancienne, le jazz, la danse et l'art dramatique.
En partenariat avec l’Éducation nationale, le conservatoire de Versailles Grand Parc s’inscrit dans un cycle de classes à horaires aménagés permettant chaque année à environ 400 élèves de mener des études artistiques en harmonie avec un enseignement scolaire : CHAM primaire, CHAM/CHAD collège, AH et filière S2TMD lycée.

### Partenariats pédagogiques
L'Université Versailles Saint-Quentin-en-Yvelines, le Conservatoire à rayonnement départemental de la Vallée de Chevreuse, le Centre de Musique Baroque de Versailles, le Lycée La Bruyère, le Collège Jean-Philippe Rameau, l'École Lully-Vauban, l'École supérieure d'ingénieurs Léonard de Vinci, les Conservatoires et Écoles de musique de Versailles Grand Parc, le Conservatoire à rayonnement régional de Paris, le Conservatoire à rayonnement régional de Rueil-Malmaison, l'École Nationale Supérieure d'Architecture de Versailles, l'Académie du Spectacle Equestre, Tabarmuckk.